# لوگ (بوچین)
لوگ (به لاتین: Lug) یک منطقهٔ مسکونی در کرواسی است که در Beočin Municipality واقع شده‌است. لوگ ۸۰۱ نفر جمعیت دارد.